# NGC 3482
NGC 3482 (również PGC 33025) – galaktyka spiralna z poprzeczką (SBa), znajdująca się w gwiazdozbiorze Żagla. Odkrył ją John Herschel 1 marca 1835 roku.